# Mistrzostwa Świata w Lekkoatletyce 1995 – sztafeta 4 × 400 m kobiet
Sztafeta 4 × 400 m kobiet – jedna z konkurencji rozgrywanych podczas mistrzostw świata w lekkoatletyce w 1995. Eliminacje odbyły się 12 sierpnia, finał zaś został rozegrany 13 sierpnia.
Udział w tej konkurencji brały ekipy reprezentujące 14 państw. Zawody te wygrała reprezentacja Stanów Zjednoczonych, drugą pozycję zajęły zawodniczki z Rosji, trzecią zaś reprezentantki Australii.
Za przekroczenie linii swojego toru została zdyskwalifikowana jamajska sztafeta 4 × 400 m kobiet (w składzie: Revoli Campbell, Merlene Frazer, Sandie Richards, Deon Hemmings), w finale uzyskała drugi najlepszy czas (3:23,98 s).

## Wyniki

### Eliminacje
Bieg 1
| Miejsce | Zawodniczki                                                                  | Państwo   | Wynik   |
| ------- | ---------------------------------------------------------------------------- | --------- | ------- |
| 1.      | Tatjana Czebykina Swietłana Gonczarienko Tatjana Zacharowa Jelena Andriejewa | Rosja     | 3:22,24 |
| 2.      | Lee Naylor Renée Poetschka Melinda Gainsford-Taylor Cathy Freeman            | Australia | 3:26,08 |
| 3.      | Surella Morales Nancy McLeón Idalmis Bonne Julia Duporty                     | Kuba      | 3:26,32 |
| 4.      | Wiktorija Fomenko Olha Moroz Irina Lenskiy Ołena Rurak                       | Ukraina   | 3:26,43 |
| 5.      | Marie-Louise Bévis Viviane Dorsile-El Haddad Evelyne Élien Marie-José Pérec  | Francja   | 3:27,11 |
| 6.      | Esther Lahoz Sandra Myers Miriam Bravo Yolanda Reyes                         | Hiszpania | 3:33,71 |
| –       | Patricia Rodríguez Elia Mera Mirtha Brock Norfalia Carabalí                  | Kolumbia  | DNF     |

Bieg 2
| Miejsce | Zawodniczki                                                         | Państwo           | Wynik   |
| ------- | ------------------------------------------------------------------- | ----------------- | ------- |
| 1.      | Kim Graham Rochelle Stevens Nicole Green Camara Jones               | Stany Zjednoczone | 3:23,29 |
| 2.      | Claudine Williams Merlene Frazer Revoli Campbell Sandie Richards    | Jamajka           | 3:23,71 |
| 3.      | Linda Kisabaka Karin Janke Sandra Kuschmann Uta Rohländer           | Niemcy            | 3:23,84 |
| 4.      | Falilat Ogunkoya Olabisi Afolabi Omolade Akinremi Fatima Yusuf      | Nigeria           | 3:25,42 |
| 5.      | Melanie Neef Stephanie Llewellyn Lorraine Hanson Georgina Oladapo   | Wielka Brytania   | 3:25,50 |
| 6.      | Naděžda Koštovalová Hana Benešová Ludmila Formanová Helena Fuchsová | Czechy            | 3:26,27 |
| 7.      | Francesca Carbone Patrizia Spuri Danielle Perpoli Virna De Angeli   | Włochy            | 3:30,88 |

### Finał
| Miejsce | Zawodniczki                                                                 | Państwo           | Wynik   |
| ------- | --------------------------------------------------------------------------- | ----------------- | ------- |
| 01 !    | Kim Graham Rochelle Stevens Nicole Green Jearl Miles-Clark                  | Stany Zjednoczone | 3:22,39 |
| 02 !    | Tatjana Czebykina Swietłana Gonczarienko Julija Sotnikowa Jelena Andriejewa | Rosja             | 3:23,98 |
| 03 !    | Lee Naylor Renée Poetschka Melinda Gainsford-Taylor Cathy Freeman           | Australia         | 3:25,88 |
| 4.      | Karin Janke Silke-Beate Knoll Linda Kisabaka Uta Rohländer                  | Niemcy            | 3:26,10 |
| 5.      | Melanie Neef Stephanie Llewellyn Lorraine Hanson Georgina Oladapo           | Wielka Brytania   | 3:26,89 |
| 6.      | Olabisi Afolabi Falilat Ogunkoya Omolade Akinremi Fatima Yusuf              | Nigeria           | 3:27,85 |
| 7.      | Idalmis Bonne Ana Fidelia Quirot Nancy McLeón Julia Duporty                 | Kuba              | 3:29,27 |
| –       | Revoli Campbell Merlene Frazer Sandie Richards Deon Hemmings                | Jamajka           | DSQ     |